# Борек (Бохенський повіт)
Борек (пол. Borek) — село в Польщі, у гміні Жезава Бохенського повіту Малопольського воєводства.
Населення — 1281 особа (2011).

## Демографія
Демографічна структура станом на 31 березня 2011 року:
|          | Загалом | Допрацездатний вік | Працездатний вік | Постпрацездатний вік |
| -------- | ------- | ------------------ | ---------------- | -------------------- |
| Чоловіки | 667     | 146                | 477              | 44                   |
| Жінки    | 614     | 133                | 371              | 110                  |
| Разом    | 1281    | 279                | 848              | 154                  |